# سد خربقة
سد خربقة هو سد أثري يقع في وسط بادية الشام. توجد على جانب مجرى السيل بقايا أقنية المياه التي تتغذى من مياه السد لتصل إحداها إلى قصر الحير الغربي  مما أشار لبعض الباحثين أنه رمم في الفترة الأموية ( على ما ذكر في الموسوعة الجغرافية السورية). هذه القناة بطول 16.5 كلم وهي ليست الوحيدة التي يطلقها السد.
يقع السد على بعد حوالي 115 كم عن حمص وبالاتجاه الشرقي جنوب شرق وفي وسط البادية السورية إلى الشمال من قرية الباردة على بعد عدة كيلومترات منها وذلك بين جبلي الباردة والنقنقية وهو سد لتجميع مياه السيول المنحدرة من سفوح الجبلين. ما زال سد الخربقة ( كما يسمى اليوم ) صامداً رغم كل ما مر عليه من ظروف طيلة 2000 عام. سد بناه أحد ملوك سورية السلوقيين أو ولاتها الرومان. من يدري فلا حجر منقوش يشير، ولا رقيم مكتوب يخبر عن تاريخ بنائه لكنه كان قائماً حتماً في فترة الازدهار التدمري أي فترة حكم روما.

## مواصفات السد
السد طوله 360 متر وعرضه عند القمة 6 أمتار في أضيق الأماكن. ارتفاعه 20.5 م. ولا نعلم كم هو عرضه عند القاعدة لأن الطمي واللواحق قد ملأت الحوض أو البحيرة التي كانت من المفترض أن تكون خلفه والتي يقدر طولها بحوالي 5 كم. ولكن ببساطة وطالما أنه ما زال قائمًا حتى الآن فلا بد أن يكون عرضه عند القاعدة أكثر من 15 م.
بقي السد دون عناية أو تدعيم منذ زوال دولة الأمويين، أي منذ أكثر من 1300 عام. لقد بني من مكعبات الحجر الكبيرة ومونة خاصة بقيت مقاومة صلبة ثابتة حتى يومنا هذا. على مر السنين أصبح يسبب شلالاً موسمياً عند تشكل السيول إذ لا تجد المياه مستقراً لها خلفه بعد امتلاء حوضه بالرواسب والطمي مع الأيام. هذه الشلالات العنيفة الهادرة الساقطة من ارتفاع عشرين متراً حطمت قنواته وجرفت الكثير من أجزائه.